# ABCラジオジラ
『ABCラジオジラ』（エービーシーラジオジラ）は朝日放送ラジオ（ABC）のラジオ番組。1986年10月から1987年9月まで放送。

## 概要
1986年9月まで、20年6か月に渡って放送したラジオ番組『ABCヤングリクエスト』の後番組として開始。放送時間は月曜 - 金曜 23:30 - 27:00 (JST) 。当番組開始当初の正式タイトルは『The Request Station（ザ・リクエストステーション）ABCラジオジラ』だった。
パーソナリティは主に関西のお笑い芸人、落語家、タレント、朝日放送アナウンサーが務めた。金曜日は1986年9月まで放送した『ケンケン・クッスの☆☆倶楽部 THE GANG』を改題。放送枠を移動して、同局アナウンサーの大岩堅一（当時。後にFM長野アナウンサーを経て、現在はフリーアナウンサー）と楠淳生がパーソナリティを引き続き務めた。
葉書の採用者に贈られる記念品（ノベルティ）はA5サイズの黒表紙のノートなどがあった。
番組テーマ曲はTHE ALPHAの作曲によるオリジナル曲。
当番組開始当初はトークと音楽のそれぞれの時間が半々と言われる程、掛ける音楽の数が多く、約16〜20曲ほどが連日掛かり、音楽は洋楽と日本のポップスの中からヒット中の曲、これからヒットしそうな曲の中から選曲。リクエスト ベスト10を毎日発表した。この頃は1万円が3人に当たるクイズを毎日出題した。
放送開始 第1週目が終わった段階での反響は集まった葉書の数が月曜 - 木曜は約300〜500通なのに対して、ケンクス コンビと呼ばれた大岩堅一・楠淳生の金曜日は複数のアイドルが毎回ゲスト出演した為、約2000通と断トツの数であった。
リスナーとの交流企画、イベントが行われ、1987年 夏は1泊2日のサマーキャンプを開催した。1987年9月11日は「ラジオジラ東京スペシャル」として、大岩と楠が東京都新宿区の劇場から公開生放送を行った。当日は午前5時まで放送時間を延長して放送。ゲストは新田恵利、BaBe、圭・修、ナポレオンズ、田中義剛。

## パーソナリティ
☆：『ABCヤングリクエスト』の最終パーソナリティ（担当曜日を変更した上で続投）
- 月曜日：円広志、三田寛子 （1986年10月 - 11月）
- 月曜日：金山一彦、若宮テイ子  （1986年12月 - 1987年9月）
- 火曜日：桂雀々、小田寿一☆（ABCアナウンサー(当時)）、板谷祐三子（元・セイントフォー、1986年10月 - 1987年7月）→ 森口友紀子（1987年8月 - 9月、板谷の後任）[5]
- 水曜日：売野雅勇、桂べかこ（現・桂南光）、藤原正美
- 木曜日：和田加奈子、石川泰久[注釈 1]、伊藤史隆☆（ABCアナウンサー、1986年10月 - 1987年3月）
- 木曜日：太平シロー、和田加奈子、山崎善次郎 （1987年4月 - 9月）
- 金曜日：大岩堅一（ABCアナウンサー(当時)）、楠淳生（ABCアナウンサー(当時)）、岡島信子